# 阿利格尔市集
阿利格尔市集除了星期一之外每天早上皆有開張，阿利格尔广场（place d'Aligre）和阿利格尔街（rue d'Aligre）位於巴黎第12區。

## 情況
阿利格尔市集是由兩個市場所組成：有屋頂的市場是博沃市場（marché Beauvau） 或稱博沃-圣安托万市場（Beauvau-Saint-Antoine），位於阿利格尔廣場西半邊的市場是沒有屋頂的，一路沿著阿利格尔街到廣場的另一半邊。

## 名稱起源
阿利格尔市場的名稱源自於艾蒂安·弗朗索瓦·达利格尔（Étienne François d'Aligre ，1727-1798），當這個市場正在建設時他是巴黎議會的的第一任主席。至於市場被覆蓋的部分則是根據夏洛特·德·博沃（Charlotte de Beauvau），最后一個女修道院院長圣安托万·德尚（Saint-Antoine-des-Champs）和马克·德·博沃-克拉翁（Marc de Beauvau-Craon）的女兒。

## 历史

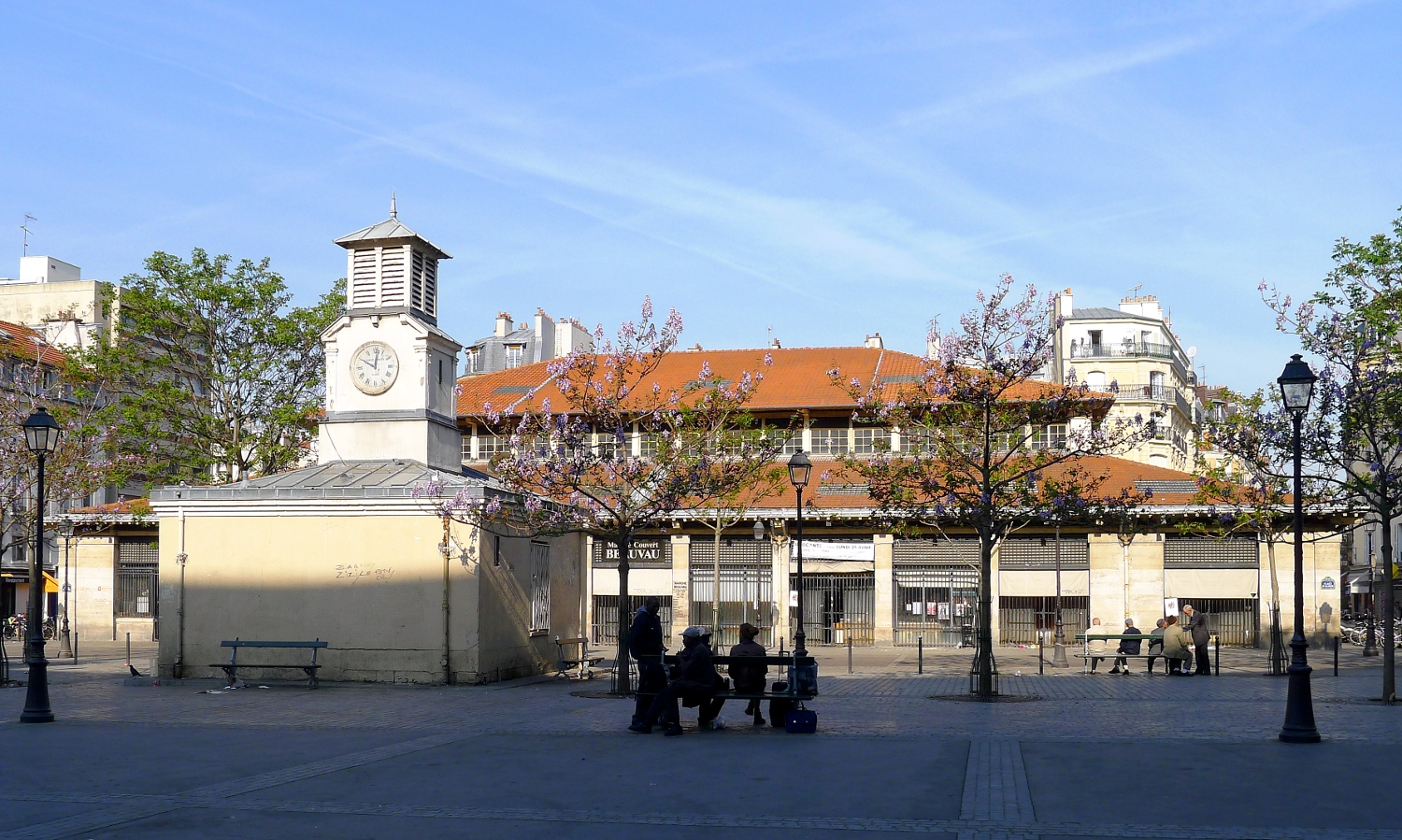

有頂的博沃-圣安托万市場是由桑松·尼古拉·勒努瓦（Samson-Nicolas Lenoir）在西元1779年在向圣安托万修道院修女所購買的土地上建造。，在西元1843年由马克-加布里埃尔·若利韦（Marc-Gabriel Jolivet）一個巴黎的城市建築師所重建。

## 附录